# Chrysispa acanthina
Chrysispa acanthina is een keversoort uit de familie bladkevers (Chrysomelidae). De wetenschappelijke naam van de soort werd in 1850 gepubliceerd door Louis Jérôme Reiche.